# Pcim (gmina)
Pcim est une gmina rurale du powiat de Myślenice, Petite-Pologne, dans le sud de la Pologne. Son siège est le village de Pcim, qui se situe environ 10 km au sud de Myślenice et 35 km au sud de la capitale régionale Cracovie.
La gmina couvre une superficie de 88,59 km2 pour une population de 10 327 habitants.

## Géographie
La gmina inclut les villages de Pcim, Stróża et Trzebunia.
La gmina borde les gminy de Budzów, Lubień, Mszana Dolna, Myślenice, Sułkowice, Tokarnia et Wiśniowa.